# Стено (издателство)
Издателска къща „Стено“ е българско издателство, основано във Варна през 1990 г.
Издава книги в областта на медицината, икономиката, морското образование, философията и художествената литература.
Издателство „Стено“ издава 5 национални медицински списания:
- „Офталмология“ (реферативен бюлетин)
- „Психиатрия“
- „Клинична и консултативна психология“
- „Здравна икономика и мениджмънт“
- „Оториноларингология“

Издава също и списание „Рефракция и оптична корекция“